# Pierre Even (compositor)
Pierre Even (Wiesbaden, 4 de desembre de 1946) és un compositor luxemburguès.
Descendeix d'una família originària de Beaufort (Luxemburg) i de Metz (França). Estudià piano i composició entre 1959 i 1965, a Wiesbaden, amb Karl-Wilelm Brühl i música sacra a Magúncia, entre 1969 i 1973, amb Diethard Hellmann.
Des de 1966 ha estrenat música d'orquestra, música de cambra i música sacra. Entre les seves obres cal esmentar un Agnus Dei, per les víctimes de l'11 de març de 2004 a Madrid per a veu aguda i orgue (2004), Tango para los oídos (2005), Dithyrambus für Strecher (1966), Trio per a flauta, clarinet i fagot (2001), Neuf caracatères per a violí i piano (2004), Sonata per a violoncel i piano (2004), obres diverses per a orgue (des de 1966), per a cor (des de 1971), dues cantates (1971-1972) i Pastorale für vier Posaunen (2002).

## Publicacions (selecció)
- * Dos feus de la Senyoria de Befort de 1467 i 1500. A: Hémecht. Luxemburg. Vol 38 (1986), H. 2, pàgines 249-255.
- El viatge del príncep Nicolas zu Nassau a Sant Petersburg i Moscou per a la coronació del tsar Alexandre II A: Bad Emser Hefte, núm. 99 (1991), pp. 3-34.
- Adolph, duc de Nassau, gran duc de Luxemburg: una imatge de la vida. A: Adolph, duc de Nassau, gran duc de Luxemburg: 1817-1905: una exposició de la Biblioteca estatal de Hesse Wiesbaden. Wiesbaden: Hessian State Library, 199, pàgs. 11-64. (Directoris i escrits de la Biblioteca Estatal de Hesse Wiesbaden; 1)
- Els prínceps de Nassau-Weilburg: govern polític al segle XVIII. A: Bad Emser Hefte, núm. 100 (1993), pàgs. 3-30.
- «Dinastia Luxemburg-Nassau: des dels comtes de Nassau als grans ducs de Luxemburg: la història d'un governant de nou-cents anys en cent biografies.» Luxemburg, Schortgen, 2000, Luxemburg, V. Bück, 383 p.
- Nassau oblige: Musicalia de la Biblioteca de la Cort Gran Ducal de Berg dedicada als governants de les cases de Nassau i Luxemburg (en col·laboració amb Pierre Even; amb la col·laboració de Gast Mannes): una exposició de la Biblioteca Estatal de Hesse. Wiesbaden. Wiesbaden: Hessian State Library, 2008, 143 p.
- La Casa de Nassau als Grans Ducs de Luxemburg. Werl: Börde-Verlag, 2009, 48 p.
- La casa d'Orange-Nassau als reis dels Països Baixos. Werl: Börde-Verlag, 2009, 48 p.
- Maria Adelheid de Luxemburg-Nassau; Luxemburg (Edicions Saint-Paul), 2019; 192 pàgines; ISBN 978-99959-2-039-5

## Premis
- Gran Oficial de l'Ordre de Servei Civil i Militar d'Adolph von Nassau
- Oficial de l'Ordre del Mèrit del Gran Ducat de Luxemburg
- Cavaller de l'Ordre de la Corona de Roure
- Cavaller de l'orde de Constantí